# Masna Bolkiah

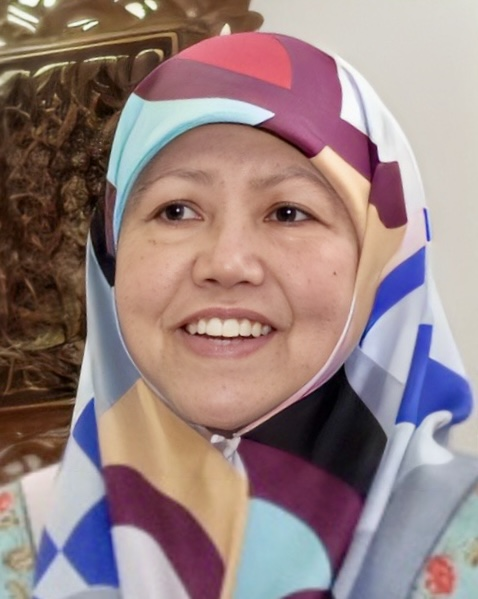
Masna Bolkiah, 2019

Masna Bolkiah binti Omar Ali Saifuddien III (geb. 6. September 1948, Istana Darussalam, Bandar Seri Begawan, British Military Administration (Borneo) - British Protectorate of Brunei) ist die Schwester von Sultan Hassanal Bolkiah von Brunei. Prinzessin Masna Bolkiah gilt als dritt-einflussreichste Frau in Brunei Darussalam nach Königin Saleha Mohamed Alam und Kronprinzessin Sarah Salleh.

## Leben

### Jugend und Ausbildung
Masna Bolkiah wurde am 6. September 1948 im Istana Darussalam, Bandar Seri Begawan, geboren. 
Sie machte einen Abschluss an der Universiti Brunei Darussalam (UBD) mit einem Bachelor of Arts mit Auszeichnung (Hons) in Public Policy und Administration (Verwaltung) und hat einen Master in Public Policy ebenfalls von der UBD. 1995 wurde sie zur Botschafterin (Ambassador-at-Large) beim Außenministerium von Brunei ernannt, wo sie zahlreiche Delegationen ins Ausland leitete, sowohl als Acting Minister of Foreign Affairs als auch als Ambassador-at-large. Sie engagiert sich auch sozial, zum Beispiel als Schirmherrin für die Girl Guides Association und als Kommandeurin der Royal Brunei Police Force – Women’s Police Corps.

## Diplomatische Karriere
- 1995: Ambassador-at-Large and Second in Command of the Foreign Affairs
- 1997: Acting Minister of Foreign Affairs
- 1998: (März–April) Acting Minister of Foreign Affairs
- 1999: Acting Minister of Foreign Affairs
- 2000: (November) Acting Minister of Foreign Affairs (Leiterin des APEC Summit, Asiatisch-Pazifische Wirtschaftsgemeinschaft)
- 2001: Acting Minister of Foreign Affairs (Delegations-Leiteriin beim ASEM Summit)
- 2002: (Januar) Acting Minister of Foreign Affairs
- 2003: (Juni) Acting Minister of Foreign Affairs (Leiterin der Delegation zum ASEAN Summit, ASEAN)
- 2004: (Juni/Juli) Acting Minister of Foreign Affairs (Leiterin der Delegation zum ASEAN Summit)
- 2010: Ambassador-at-Large at the Ministry of Foreign Affairs and Trade[5]

## Familie
Prinzessin Masna war seit 1965 in erster Ehe verheiratet mit Pengiran Muda (Prinz) Abdul Rahman ibni Pengiran Anak Muhammad Hashim. Die Ehe wurde geschieden. Sie heiratete in zweiter Ehe Pengiran Anak Haji Abdul Aziz bin Pengiran Haji Abu Bakar im Istana Darul Hana im Oktober 1969. Mit ihm hat sie fünf Kinder:
- Pengiran Anak Haji Abdul Wadood Bolkiah[9]
- Pengiran Anak Haji Mohammed Al-Mokhtar[10]
- Pengiran Anak Haji Abdul ’Ali Yil-Kabier[11]
- Pengiran Anak Hajah Ameenah Bushral Bulqiah[12]
- Pengiran Anak Haji Abdul Quddus[13]

Am 26. September 2011 verstarb der erst Ehemann Abdul Rahman Hashim im Alter von 65 Jahren im Raja Isteri Pengiran Anak Saleha Hospital (RIPAS Hospital). Er wurde im Kubah Makam Di Raja beigesetzt.

## Ehrungen

### National
- Family Order of Laila Utama (DK I; 28. Oktober 1970)[15]
- Royal Family Order of the Crown of Brunei (DKMB)
- Sultan Hassanal Bolkiah Medal (PHBS; 1. August 1968)
- Sultan of Brunei Golden Jubilee Medal (5. Oktober 2017)

### Foreign
- Thailand: Weißer Elefantenorden, Grand Cross